# Chikalwal, Chikodi
Chikalwal là một làng thuộc tehsil Chikodi, huyện Belgaum, bang Karnataka, Ấn Độ.